# 巴博劍齒虎科
巴博劍齒虎科（学名：Barbourofelidae）是貓型亞目下一個已滅絕的科。牠們最初作為亞科被分類在獵貓科下，但由於現時認為牠們更接近貓科而多於獵貓科，故被重置為獨立的科。
巴博劍齒虎科首先出現於中新世早期的非洲。後來在非洲及歐亞大陸之間形成了陸橋，這兩個大陸的動物群因而互相交換。巴博劍齒虎科就是由此遷移至歐亞大陸，並於中新世晚期到達北美洲。牠們的代表有巴博劍齒虎。